# Jay Naidoo
Jay Naidoo (Jayaseelan Naidoo, 1954-) es un político y empresario sudafricano que se desempeñó como secretario general fundador del Congreso de Sindicatos de Sudáfrica (Congress of South African Nations en inglés) (COSATU) de 1985 a 1993. Luego se desempeñó como Ministro responsable del Programa de Reconstrucción y Desarrollo en el primer gabinete post- apartheid del Presidente Nelson Mandela (1994-1996) y como Ministro de Correos, Telecomunicaciones y Radiodifusión (1996-1999).
Naidoo era miembro del NEC del Congreso Nacional Africano. Él estaba a la vanguardia de la lucha contra el apartheid que lidera la federación sindical más grande de Sudáfrica.

## Primeros años y educación
Nació en 1954, Naidoo se matriculó en la Universidad de Durban-Westville para estudiar una licenciatura en ciencias en busca de una carrera médica en 1975 para ser médico, pero sus estudios fueron interrumpidos por la agitación política en ese momento porque de levantamientos estudiantiles.

## Carrera

### Carrera política
Naidoo se activó en la Organización de Estudiantes Sudafricanos (SASO) que fue prohibida en 1977 justo después de que su líder Steve Biko fuera muero en detención policial. Luego se convirtió en un organizador basado en la comunidad que trabaja con estructuras cívicas de base. Se unió a la Federación de Sindicatos de Sudáfrica como voluntario en 1979. Naidoo fue luego nombrado secretario general del Sindicato de Trabajadores Dulces, Alimenticios y Afines (SFAWU). En esta capacidad, lideró la huelga nacional más grande del país con alrededor de 3.5 millones de participantes en 1991, paralizando fábricas y negocios en Sudáfrica y dejando a las personas sin los servicios básicos que normalmente proporcionan los empleados negros.
En 1995, Naidoo formó parte del panel de selección designado por el presidente Mandela para entrevistar y preseleccionar candidatos para la Comisión de Verdad y Reconciliación Sudáfricana.

### Carrera tarde
Desde 2002 hasta 2015, Naidoo fue presidente de la junta directiva y presidente del Consejo de Asociación de la Alianza Global para la Mejora de la Nutrición (GAIN) con sede en Ginebra y se lanzó en la Cumbre de las Naciones Unidas sobre la Infancia de 2002 como una asociación público-privada para combatir la desnutrición 2 mil millones de personas en el mundo. Es el fundador del brazo de desarrollo social de una compañía de inversión y gestión, J&J Group, que cofundó en 2000 en Sudáfrica.
De 2001 a 2010, Naidoo se desempeñó como presidente del Banco de Desarrollo de África del Sur (DBSA), la principal institución de financiamiento para el desarrollo que maneja la infraestructura en la región de la SADC.
Según los informes, en 2010, Naidoo vendió un tercio de su participación en J&J Group y donó las ganancias a dos organizaciones benéficas sin nombre. Ha publicado su autobiografía, 'Fighting for Justice' y más recientemente publicó su libro 'Change: Organizing Tomorrow, Today'. Archivado el 16 de noviembre de 2018 en Wayback Machine.
En 2013, a solicitud del Ministro de Desarrollo francés, Pascal Canfin, Naidoo fue coautor de un informe (con Emmanuel Faber) sobre la reforma de la Asistencia Oficial para el Desarrollo. Ese mismo año, presidió una investigación internacional sobre violaciones de los derechos laborales en Suazilandia, junto con Alec Muchadehama, Paul Verryn y Nomthetho Simelane.

## Otras actividades

### Juntas corporativas
- Old Mutual, miembro no ejecutivo de la junta directiva (desde 2007)[9]
- Hystra, miembro de la junta asesora[10]

### Organizaciones sin ánimo de lucro
- Fundación Mo Ibrahim, miembro de la junta
- Desarrollo Avanzado para África (ADA), miembro de la junta asesora internacional (desde 2013)[11]
- 'Earthrise Trust', miembro del consejo de administración
- Unión Internacional de Telecomunicaciones (UIT), miembro de la Junta de Telecomunicaciones[12]
- 'Scatterlings of Africa' Archivado el 16 de agosto de 2017 en Wayback Machine., mecenas
- LoveLife South Africa, miembro del consejo de administración (2003–2010)

## Reconocimiento
Por sus logros, Naidoo ha ganado muchos honores, incluido convertirse en el Caballero de la Legión de Honor (Legión de Honor), una de las condecoraciones más altas de Francia, y recibió el "Premio Conductores por el Cambio" del periódico Southern African Trust y Mail & Guardian. en octubre de 2010.
Sus premios más recientes incluyen el Premio Kuzwayo de la Universidad de Johannesburgo. Uso incorrecto de la plantilla enlace roto (enlace roto disponible en Internet Archive; véase el historial, la primera versión y la última)., en noviembre de 2012, así como un doctorado honorífico en tecnología en ingeniería y el entorno construido por la Universidad Tecnológica de Durban, otorgado en septiembre de 2013.[cita requerida]

## Vida personal
Jay Naidoo está casado con Lucie Pagé, una galardonada escritora y periodista franco-canadiense, y considera a sus tres hijos como su mayor logro. [cita requerida]